# Kitaš
Kitaš (lat. Heteropogon), rod trajnica iz porodice trava iz Europe i tropske i suptropske Azije, Amerike i Australije.
Postoje 4 vrste, jedna u Hrvatskoj, to je  svinuti kitaš (H. contortus ).

## Vrste
1. Heteropogon contortus (L.) P.Beauv. ex Roem. & Schult.
2. Heteropogon melanocarpus (Elliott) Benth.
3. Heteropogon ritchiei (Hook.f.) Blatt. & McCann
4. Heteropogon triticeus (R.Br.) Stapf ex Craib